# 张琳 (金朝)
张林（?—?），一作张琳，金朝益都（今山东省青州市）人。与大刀张林是两个人。
张林开始是兵卒。因为参与恢复益都府有功，升为治中。后来率众反金，据守益都。兴定三年（1219年），迎接宋朝忠义军将领李全至益都，以青州、莒州、密州、登州、莱州、滨州、棣州、宁海州、济南府二府九州归附南宋，任京东安抚使兼总管。次年，与李全合军数万袭击金朝东平府。后来和李全冲突，在1221年归降蒙古帝国，被木华黎任命为山东东路益都府、沧州、景州、滨州、棣州都元帅。